# Rita Verdonk
Rita Verdonk, född 18 oktober 1955 i Utrecht, är en nederländsk politiker och tidigare immigrationsminister 2003–2007, före detta medlem i partiet Folkpartiet för Frihet och Demokrati (VVD) och senare grundare av Stolt över Nederländerna (TON).

## Före politiken
Verdonk har arbetat som kriminalvårdare och är kriminolog.

## Politisk karriär

### Integrationsminister
År 2003 utsågs Verdonk till minister för integrations- och invandringsfrågor. Hon utvecklade snart ett rykte som hård och frispråkig och genom hennes hennes kompromisslösa inställning i invandringspolitik gavs hon smeknamnet IJzeren Rita ("JärnRita", jämför Järnladyn). Som minister hade Verdonk väljarnas stöd och hon var populär, men betraktades också av andra som en populist med en impulsiv ledarstil. 
Verdonk hade länge haft personligt skydd på grund av hot mot henne och under en utflykt med sin familj i Amsterdam blev hon spottad på av en 19-årig gärningsman vars motiv var okänt. I juni 2004 fick hon sin kjol nedkletad med ketchup av två kvinnor som dömdes till 11 dagars fängelse för protesten.
Efter det politiska morden på Pim Fortuyn 2002 och filmregissören Theo van Gogh 2004 förstärktes engagemanget för Verdonks säkerhet genom det nederländska inrikesministeriet. Från den 4 juni 2008 upphörde nederländska kabinettet med övervakningen efter bedömningen att hotnivån hade minskat.
2006 utmanade hon Mark Rutte om partiledarposten i VVD, men förlorade.

### Asylärendet Ayaan Hirsi Ali
I ett avsnitt av dokumentärprogrammet Zembla i maj 2006 rapporterades att somaliskfödde parlamentsledamoten Ayaan Hirsi Ali, partikamrat med Verdonk, inte hade uppgivit korrekt namn och födelsedatum på sin asylansökan 1992 som också låg till grund för hennes nederländska medborgarskap som beviljades 1997. Hoge Raad (högsta domstolen) hade tidigare beslutat att om en person fått ett nederländskt medborgarskap genom att lämna felaktiga uppgifter så kunde inte medborgarskapet anses som giltigt. Den utredning som Verdonk tillsatte kom till slutsatsen att Ayaan Hirsi Ali hade givit falska uppgifter om sitt namn och födelsedatum, och Verdonk valde då att upphäva Ayaan Hirsi Alis medborgarskap.
Den 27 juni 2006 informerade Verdonk parlamentet att Ayaan Hirsi Ali skulle behålla sitt nederländska medborgarskap. I parlamentsdebatt den följande dagen kom det fram att Ayaan Hirsi Ali hade tvingats att signera ett brev i vilket hon tog på sig skulden för det inträffade, för att få tillbaka sitt medborgarskap. Grön Vänster föreslog en misstroendeomröstning, detta stöddes av en av  Jan Peter Balkenendes koalitionspartier, D 66. Misstroendeomröstningen fick inte den majoritet som behövdes, men regeringen föll som en konsekvens av att ett av koalitionspartierna röstat emot regeringen. 

## Grundande av nytt parti
Verdonk lämnade VVD under 2007 men behöll sin plats i parlamentet och startade en egen politisk rörelse Trots op Nederland (TON), "Stolt över Nederländerna". Direkt efter bildandet fick partiet stort stöd i opinionsmätningarna, men backade därefter i opinionen och fick inga mandat i parlamentsvalet 2010. 2011 lämnade hon partiledarposten i TON och den aktiva politiken.